# Pyridoxinglucosid
Pyridoxinglucosid (IUPAC: Pyridoxin-5′-O-β-D-glucosid) ist ein Glucosid des Pyridoxins und ein Vitamin-B6-Vorläufer.

## Vorkommen

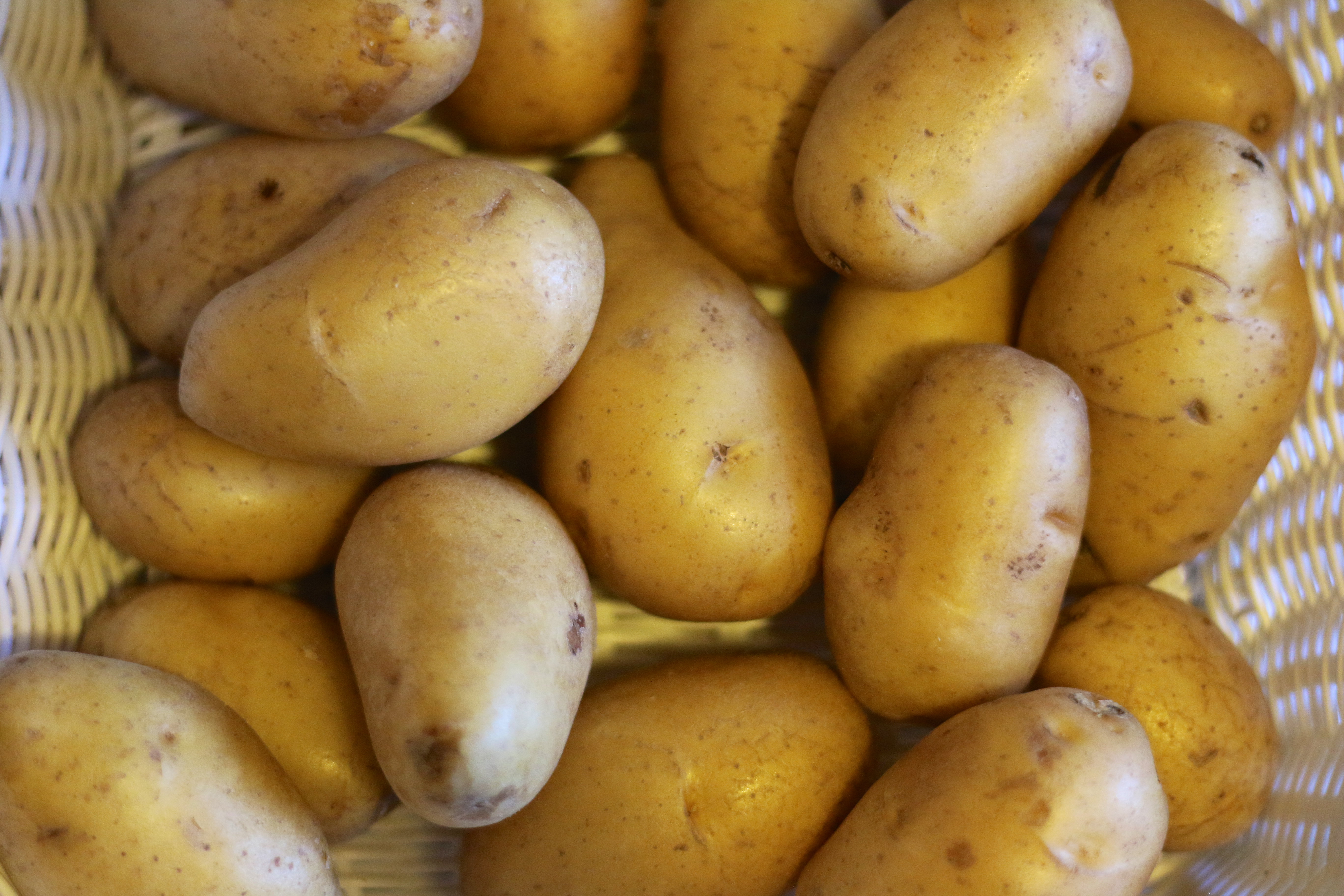
Kartoffeln enthalten Pyridoxinglycosid

Pyridoxin ist ein Vitamin aus der Vitamin-B6-Gruppe und liegt in Pflanzen überwiegend in Form von Pyridoxinglucosid vor. Das Glucosid kommt insbesondere in stärkehaltigem Gemüse wie Kartoffeln, in Vollkorngetreide, in Hülsenfrüchten, in Nüssen, sowie in Avocados und Bananen vor, aber auch in anderen Obst- und Gemüsesorten.  Gegenüber anderen Vitamin-B6-Verbindungen hat es eine schlechtere Bioverfügbarkeit, da es durch körpereigene Glucosidasen allenfalls in geringem Umfang hydrolysiert wird.